# OBAN – nebeské lodě
OBAN – nebeské lodě (anglicky Ōban Star-Racers) je japonsko/francouzský animovaný seriál (anime) produkce Sav! The World vysílaný ve více než 70 zemích.
Seriál sestává z jedné sezóny o 26 dílech, každý dlouhý přibližně 22 minut.
První nápad na tento projekt pocházel dokonce z roku 1997, v roce 2000 začala v Paříži produkce, která o rok později vyvrcholila krátkým animovaný filmem, Molly, Star Racer, jenž vyhrál cenu LEAF. Myšlenka předělat tento krátký film do podoby seriálu byla předmětem vyjednávání francouzské produkce Sav! The World! a tokijského týmu Hal Film Maker od roku 2002. V roce 2003 se výroba seriálu natrvalo přestěhovala do Tokia. První díl byl poprvé vysílán 5. června 2006.

## Děj
Děj seriálu se odehrává na konci 21. století, kdy se po dalších 10 000 letech odehrává závod Ōban, jehož se poprvé zúčastnila i Země. Závod se odehrává na třech planetách stejně vzdálených od planety Ōban, která se nachází uprostřed mléčné dráhy.

### Začátek a kvalifikační kola
Hlavními hrdiny je zemský tým ve složení Don Wei, Jordan C. Wild, Rick Thunderbolt a Molly (pravým jménem Eva a také dcera Dona Weie). Poté, co se Don Wei se svým týmem odletět na kvalifikační kola na Alwas, se za ním Molly vydá a zúčastní se tak celého dobrodružství jako náhradní pilot za Ricka. Rick se zúčastnil pouze dvou závodů, neboť za pomocí obyvatele Alwas mu dal Canelleto do hvězdné lodě bombu. Rick tímto následkem pak nemohl létat, neboť se mu pokaždé začala motat hlava a během jízdy začal i usínat. Nakonec se díky této nehodě stala Molly hlavní pilotkou zemského týmu. Poté, co se dostali do finále kvalifikace byl povolán Rick Thunderbolt hledající toho, kdo zavinil jeho nehodu povolán jako trenér, díky jehož pomoci se zemský tým dostal na velké finále na planetu Ōban.

### Finále na Ōbanu
Na Ōbanu se Molly setkala s princem Aikkou a dalšími sedmy finalisty jimž byli Lord Further, Sul, Ning a Skun, Kross (náhradník Torose na Ōbanu), O, Muir a Ondai. Molly si v prvních závodech nevedla dobře, ale hned co vyhrála první závod získala rovných devět bodů. Asi v 7. závodě z 9, se Canalleto zbaví Sula, neboť ohrožoval jeho plán, aby se stal znovu avatarem. Poté pak také přišel Don Wei nato, že Molly je jeho dcera. Poslední závod se odehrával ve starém městě Ōbanu v němž vítěz dostal dvojnásobný počet bodů. Během tohoto závodu hned na začátku vypadli Lord Further, Ning a Skun a Ondai. Poté, co se spojil Aikka s Molly proti Krossovi, začali na Krosse útočit, aby nezískal konečnou výhru. Kross jako prvního sestřelil Aikku s G'darem. A poté chtěl přesně v půli přeříznout loď zemského týmu. Nakonec ho ale Molly nadletěla a Krosse s jeho tridentem zabodla do země. Molly sice závod vyhrála, ale vydala se hledat prince Aikku což byla chyba. Satis ztratil svoji moc a Canelleto se dostal z vězení, jež trvalo 10 000 let. Satis pak ještě díky tomu, že mu Ōban dal svou moc zničil korunovační pyramidu. Canalleto se tak musel vydat do chrámu srdce. Mezitím se Aikka od Satise vše dozvěděl a přesvědčil Molly, aby se vydala do chrámu srdce. Canelleto tam nakonec Molly zhypnotizoval, aby aktivovala pyramidu. Když se Canaletto málem zmocnil moci Avatara dostal se do záře Jordan a stal se tak právoplatným Avatarem.

## Postavy
- Molly - Pravým jménem Eva Wei, dcera Dona Weie a závodnice zemského týmu.
- Don Wei - Manažer nejlepšího zemského týmu a také Evy otec.
- Rick Thundebolt - Byl druhý Don Weiův závodník a pilot zemského týmu na prvních dvou závodech na Alwas.
- Jordan C. Wild - Střelec zemského týmu.

### Epizodní postavy
- Grooor - Nebezpečný závodník z planetu Pyrus, jenž chce ponížit všechny své protivníky.
- Superracer - Je Satis věrný pomocník Avatarův.
- Plukovník Toros - Závodník týmu Crogů na alwas, jenž nakonec přišel o hlavu kvůli prohře nad pozemšťany.
- Generál Kross - Náhradník Torose na Ōbanu a Generál impéria Crogů.
- Avatar - Vládce galaxie na 10 000 let. Šedesát stop vysoký monstrózní obr, jehož hlas zní jako tornádo.
- Satis - Mollyin přítel na Alwas a taky sám avatar.
- Sul - Mocný mág z Burmanie, jenž dokáže ovládat prostor a čas. Říká se, že je silný jako avatar.
- Canalleto - Zlé stvoření, jenž původně mělo být avatarem. Ale kvůli využívání moci avatara byl sesazen a uvězněn v létajícím chrámu.
- Ceres - Zástupce lidu Mong a poslední z prastarých lidí galaxie.
- Aikka - Závodník z planety Naurasie a Mollyn přítel.
- Ondai - Moderní high-tech robot, jenž dokáže předpovědět příštích 100 pohybů protivníka.
- Lord Further - Pirát, který závodí se svou pirátskou lodí a partou námořníků.
- Maya Wei - Žena Don Weie, která zahynula na prvním intergalaktickém turnaji.
- Stvořitelé - Dávné postavy, které stvořili galaxii a Ōban.